# Mercey-le-Grand
Pour les articles homonymes, voir Mercey (homonymie).
Mercey-le-Grand est une commune française située dans le département du Doubs, la région culturelle et historique de Franche-Comté et la région administrative Bourgogne-Franche-Comté.
Ses habitants sont les Grandmerçois et Grandmerçoises.

## Géographie

### Localisation
Le village est desservi par six routes et se situe sur une petite colline, offrant une superbe vue sur de vastes horizons.

### Toponymie
Le lieu a été désigné comme Marciaco en 967 ; Marcei au XIIe siècle ; Marceiasco en 1180 ; Merce en 1273 ; Mercey au XIIIe siècle ; Marcey-la-Paroisse en 1614 ; Grand-Mercey au XVIIIe siècle. La commune est dénommée Grand Mercey en 1793 puis Mercey-le-Grand en 1801.
Cottier, commune absorbée en 1973, était désignée comme Costier en 1589 ; Coustier en 1604, Courtiere en 1793 et Cottiers en 1801, avant de prendre son nom de Cottier.

### Climat
Pour des articles plus généraux, voir Climat de la Bourgogne-Franche-Comté et Climat du Doubs.
En 2010, le climat de la commune est de type climat des marges montargnardes, selon une étude du Centre national de la recherche scientifique s'appuyant sur une série de données couvrant la période 1971-2000. En 2020, Météo-France publie une typologie des climats de la France métropolitaine dans laquelle la commune est exposée à un climat semi-continental et est dans la région climatique  Jura, caractérisée par une forte pluviométrie en toutes saisons (1 000 à 1 500 mm/an), des hivers rigoureux et un ensoleillement médiocre. 
Pour la période 1971-2000, la température annuelle moyenne est de 10 °C, avec une amplitude thermique annuelle de 17,1 °C. Le cumul annuel moyen de précipitations est de 1 067 mm, avec 12,6 jours de précipitations en janvier et 9,1 jours en juillet. Pour la période 1991-2020, la température moyenne annuelle observée sur la station météorologique de Météo-France la plus proche, « Dannemarie-sur-Crète », sur la commune de Dannemarie-sur-Crète à 10 km à vol d'oiseau, est de 11,3 °C et le cumul annuel moyen de précipitations est de 1 066,6 mm. 
La température maximale relevée sur cette station est de 39,9 °C, atteinte le 25 juillet 2019 ; la température minimale est de −22 °C, atteinte le 9 janvier 1985,,. 
Les paramètres climatiques de la commune ont été estimés pour le milieu du siècle (2041-2070) selon différents scénarios d'émission de gaz à effet de serre à partir des nouvelles projections climatiques de référence DRIAS-2020. Ils sont consultables sur un site dédié publié par Météo-France en novembre 2022.

## Urbanisme

### Typologie
Au 1er janvier 2024, Mercey-le-Grand est catégorisée commune rurale à habitat dispersé, selon la nouvelle grille communale de densité à 7 niveaux définie par l'Insee en 2022.
Elle est située hors unité urbaine. Par ailleurs la commune fait partie de l'aire d'attraction de Besançon, dont elle est une commune de la couronne,. Cette aire, qui regroupe 310 communes, est catégorisée dans les aires de 200 000 à moins de 700 000 habitants,.

### Occupation des sols
L'occupation des sols de la commune, telle qu'elle ressort de la base de données européenne d’occupation biophysique des sols Corine Land Cover (CLC), est marquée par l'importance des territoires agricoles (62,8 % en 2018), en diminution par rapport à 1990 (65,2 %). La répartition détaillée en 2018 est la suivante :
terres arables (47,3 %), forêts (30 %), prairies (9,1 %), zones urbanisées (7,2 %), zones agricoles hétérogènes (6,4 %). L'évolution de l’occupation des sols de la commune et de ses infrastructures peut être observée sur les différentes représentations cartographiques du territoire : la carte de Cassini (XVIIIe siècle), la carte d'état-major (1820-1866) et les cartes ou photos aériennes de l'IGN pour la période actuelle (1950 à aujourd'hui).

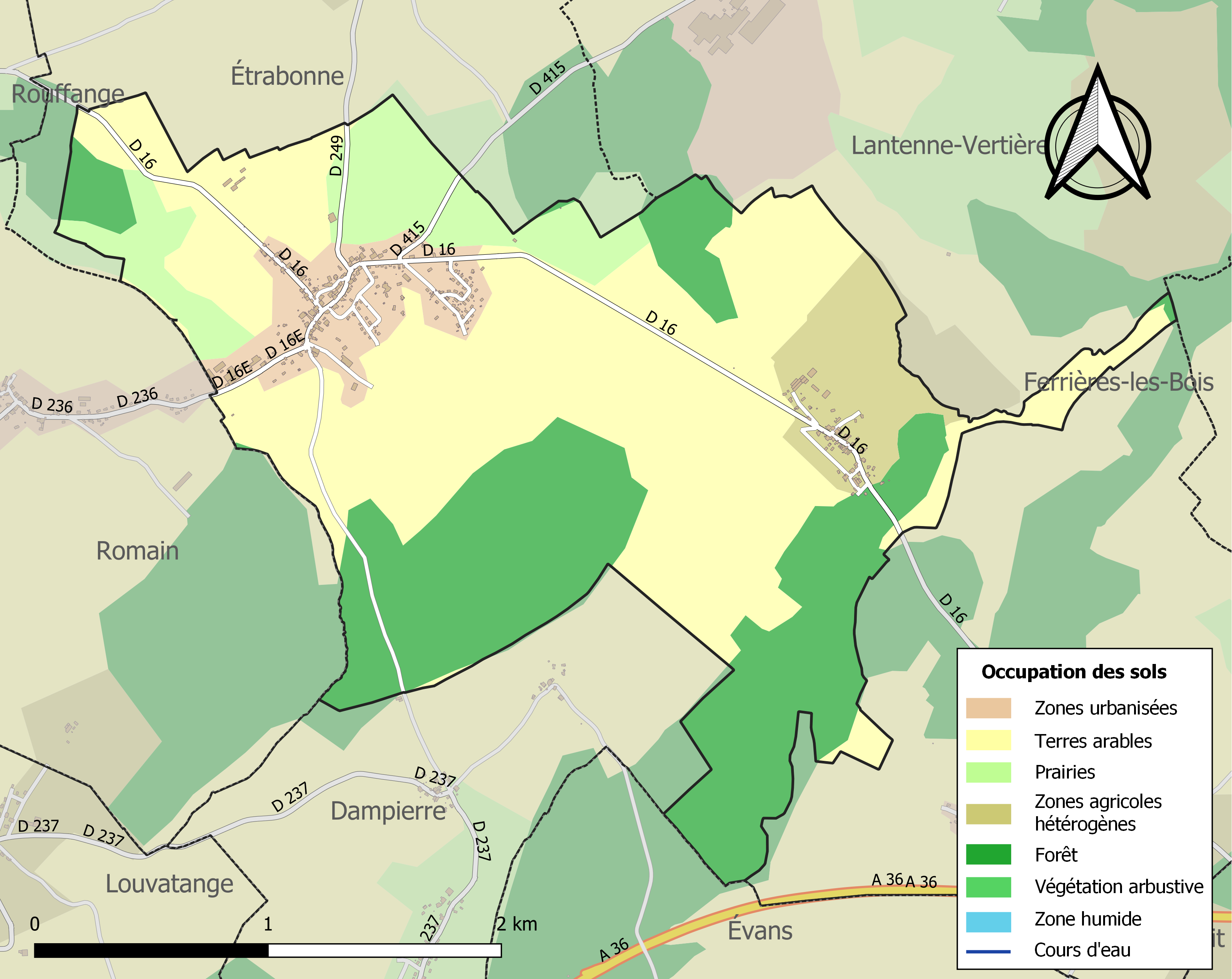
Carte des infrastructures et de l'occupation des sols de la commune en 2018 (CLC).

## Histoire
Une voie romaine passait sur le territoire et un sarcophage mérovingien fut également découvert[réf. nécessaire].
La commune de Mercey-le-Grand, instituée lors de la Révolution française, a absorbé le 1er juillet 1973 celle de Cottier, qui comptait 46 habitants au recensement de 1963.
La mairie et la cantine ont été détruites par un incendie intervenu le 6 juillet 2017. Leur reconstruction est au programme de la municipalité en 2018

## Politique et administration

### Rattachements administratifs et électoraux
La commune se trouve dans l'arrondissement de Besançon du département du Doubs. Pour l'élection des députés, elle fait partie depuis 1986 de la première circonscription du Doubs.
Elle faisait partie depuis 1801 du canton d'Audeux. Dans le cadre du redécoupage cantonal de 2014 en France, la commune est désormais rattachée au canton de Saint-Vit.

### Intercommunalité
La commune était membre de la petite communauté de communes du val Saint-Vitois, créée fin 2001.
Dans le cadre des dispositions de la loi portant nouvelle organisation territoriale de la République (Loi NOTRe) du 7 août 2015, qui prévoit que les établissements publics de coopération intercommunale (EPCI) à fiscalité propre doivent avoir un minimum de 15 000 habitants (et 5 000 habitants en zone de montagnes), le préfet du Doubs a arrêté le nouveau schéma départemental de coopération intercommunale (SDCI) qui prévoit notamment l'éclatement de cette communauté de communes et le rattachement de certaines de ses communes à la communauté de communes du Val marnaysien, d'autres à Grand Besançon Métropole, et deux, enfin, à la communauté de communes Loue-Lison
C'est ainsi que la commune est membre depuis le 1er janvier 2017 de la communauté de communes du Val marnaysien, malgré les souhaits du maire de voir Mercey-le-Grand rattaché à Grand Besançon Métropole.

### Liste des maires
| Période                                  | Période                   | Identité                                    | Étiquette | Qualité |
| ---------------------------------------- | ------------------------- | ------------------------------------------- | --------- | --- |
| Les données manquantes sont à compléter. |                           |                                             |           | |
| mars 2001                                | En cours (au 31 mai 2020) | Didier Aubry Réélu pour le mandat 2020-2026 | DVD       | Professeur Vice-président de la communauté de communes du Val Marnaysien (2017 →) Réélu pour le mandat 2014-2020, |

## Population et société

### Démographie
L'évolution du nombre d'habitants est connue à travers les recensements de la population effectués dans la commune depuis 1793. Pour les communes de moins de 10 000 habitants, une enquête de recensement portant sur toute la population est réalisée tous les cinq ans, les populations de référence des années intermédiaires étant quant à elles estimées par interpolation ou extrapolation. Pour la commune, le premier recensement exhaustif entrant dans le cadre du nouveau dispositif a été réalisé en 2007.

En 2022, la commune comptait 531 habitants, en évolution de −1,3 % par rapport à 2016 (Doubs : +1,88 %, France hors Mayotte : +2,11 %).
| 1793 | 1800 | 1806 | 1821 | 1831 | 1836 | 1841 | 1846 | 1851 |
| ---- | ---- | ---- | ---- | ---- | ---- | ---- | ---- | ---- |
| 364  | 413  | 405  | 378  | 391  | 417  | 404  | 416  | 398  |

| 1856 | 1861 | 1866 | 1872 | 1876 | 1881 | 1886 | 1891 | 1896 |
| ---- | ---- | ---- | ---- | ---- | ---- | ---- | ---- | ---- |
| 381  | 348  | 317  | 257  | 234  | 229  | 252  | 244  | 228  |

| 1901 | 1906 | 1911 | 1921 | 1926 | 1931 | 1936 | 1946 | 1954 |
| ---- | ---- | ---- | ---- | ---- | ---- | ---- | ---- | ---- |
| 210  | 223  | 194  | 182  | 171  | 162  | 166  | 148  | 179  |

| 1962 | 1968 | 1975 | 1982 | 1990 | 1999 | 2006 | 2007 | 2012 |
| ---- | ---- | ---- | ---- | ---- | ---- | ---- | ---- | ---- |
| 176  | 161  | 213  | 338  | 366  | 408  | 447  | 452  | 502  |

| 2017 | 2022 | - | - | - | - | - | - | - |
| ---- | ---- | - | - | - | - | - | - | - |
| 542  | 531  | - | - | - | - | - | - | - |

### Enseignement
Les enfants de la commune sont scolarisés au sein d'un regroupement pédagogique intercommunal (RPI) qui regroupe Mercey-le-Grand - Cottier - Étrabonne et compte quatre classes pour l'année scolaire 2017-2018.

## Économie
La vie est intense dans le domaine artisanal (nombreuses entreprises du bâtiment et de tp), commercial, industriel, et associatif avec « l'Avant-Garde » (tennis, boule...) et le club du 3e âge[réf. nécessaire].

## Culture locale et patrimoine

### Lieux et monuments
- Église Saint-Martin, remaniée au fil des temps, date du début du XIIe siècle. Elle se remarque avec son avant-porche pittoresque, son avant-chœur qui s'ouvre sur deux chapelles et un très beau mobilier. Elle est inscrite monument historique en 1926.
- Monument aux morts. Le nom de deux jeunes de la commune, morts au combat lors de la Seconde Guerre mondiale, y a été rajouté en 2014[28]
- Calvaire à côté du monument aux morts.
- Soue à cochons[29].
- Les deux fontaines qui donnent naissance chacune à un ruisseau : la Grabusse pour celle du bourg, le ruisseau du Breuil pour celle du Cotier.

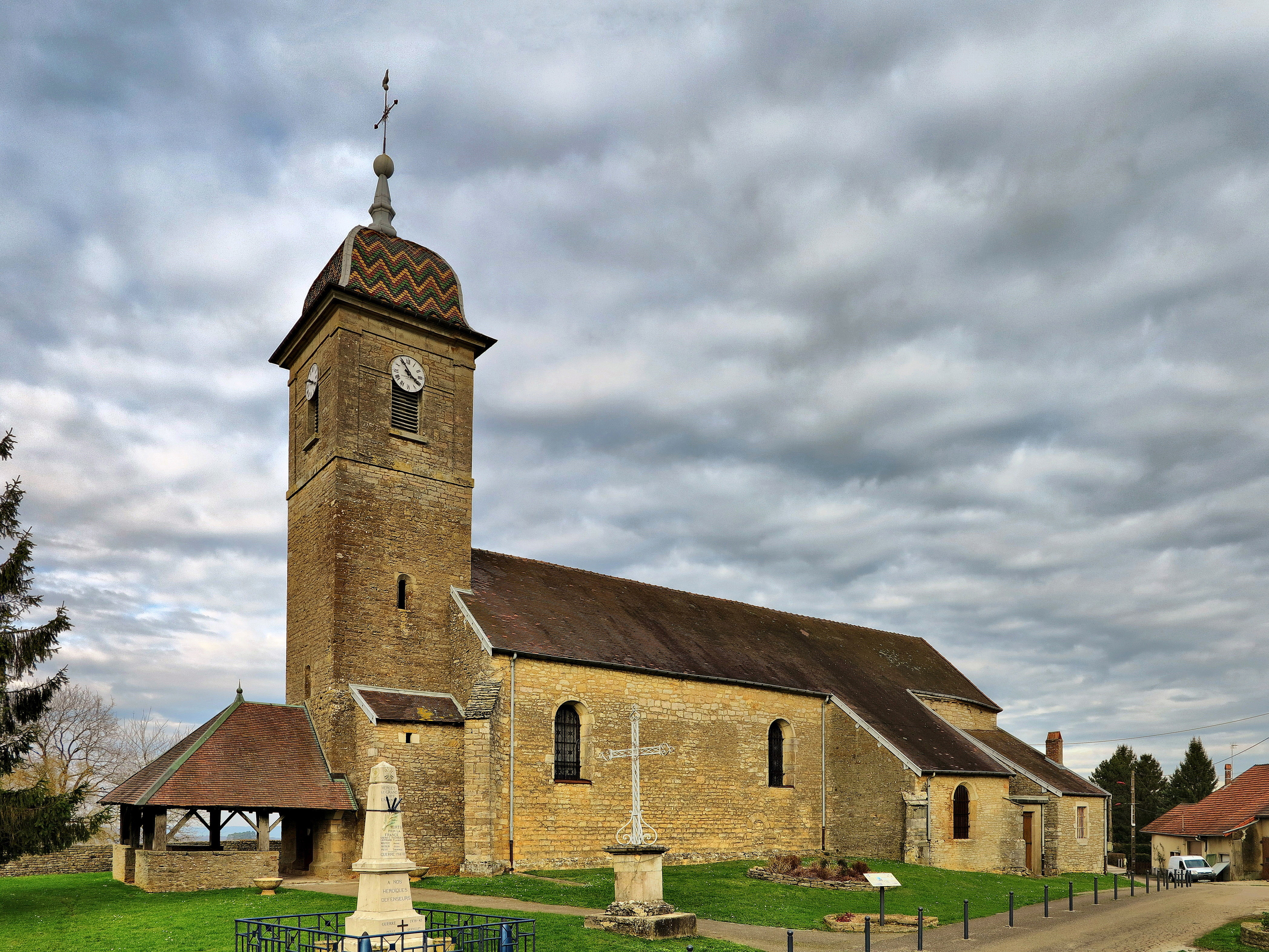
L'église.
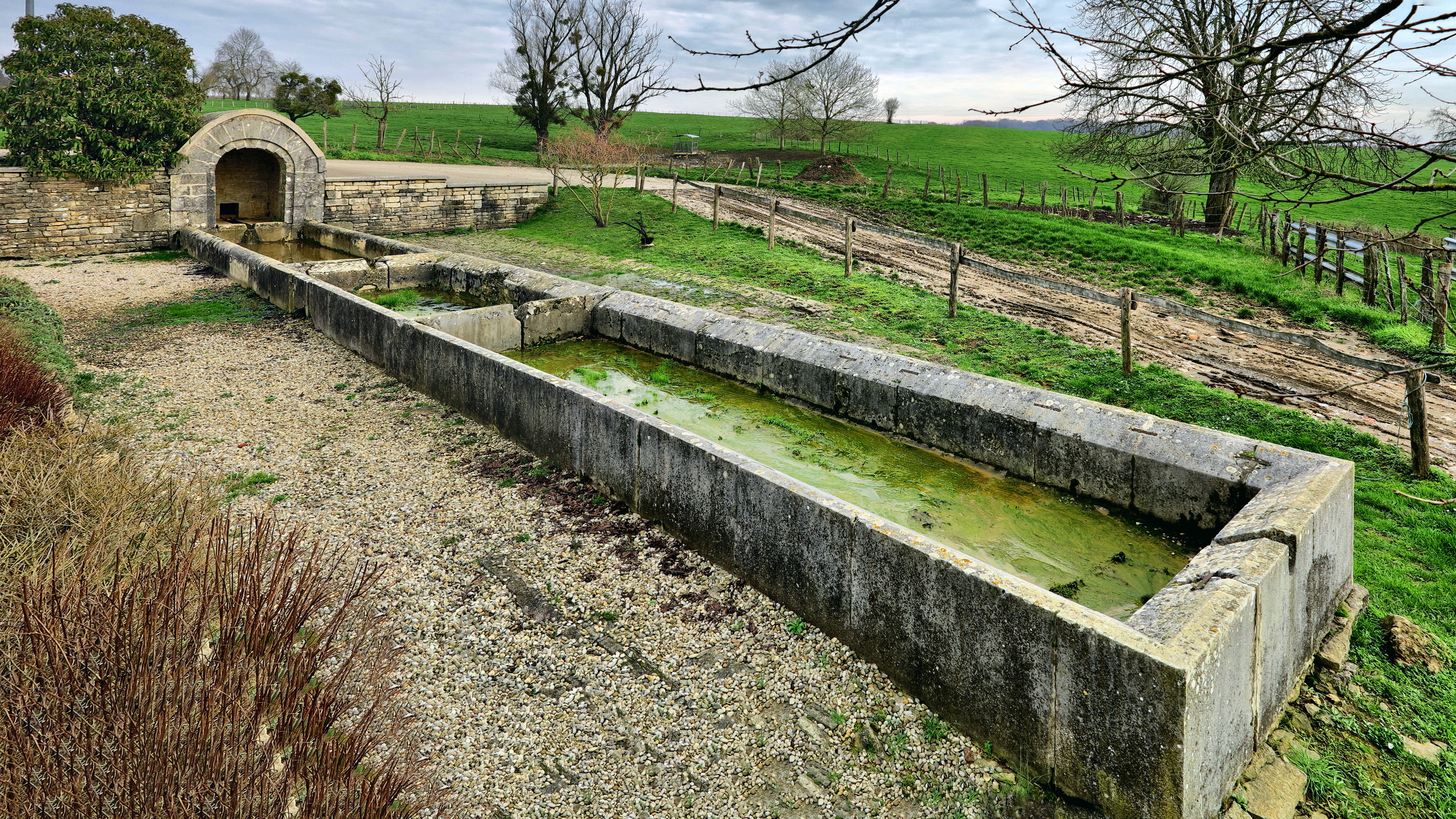
La fontaine-lavoir du bourg.
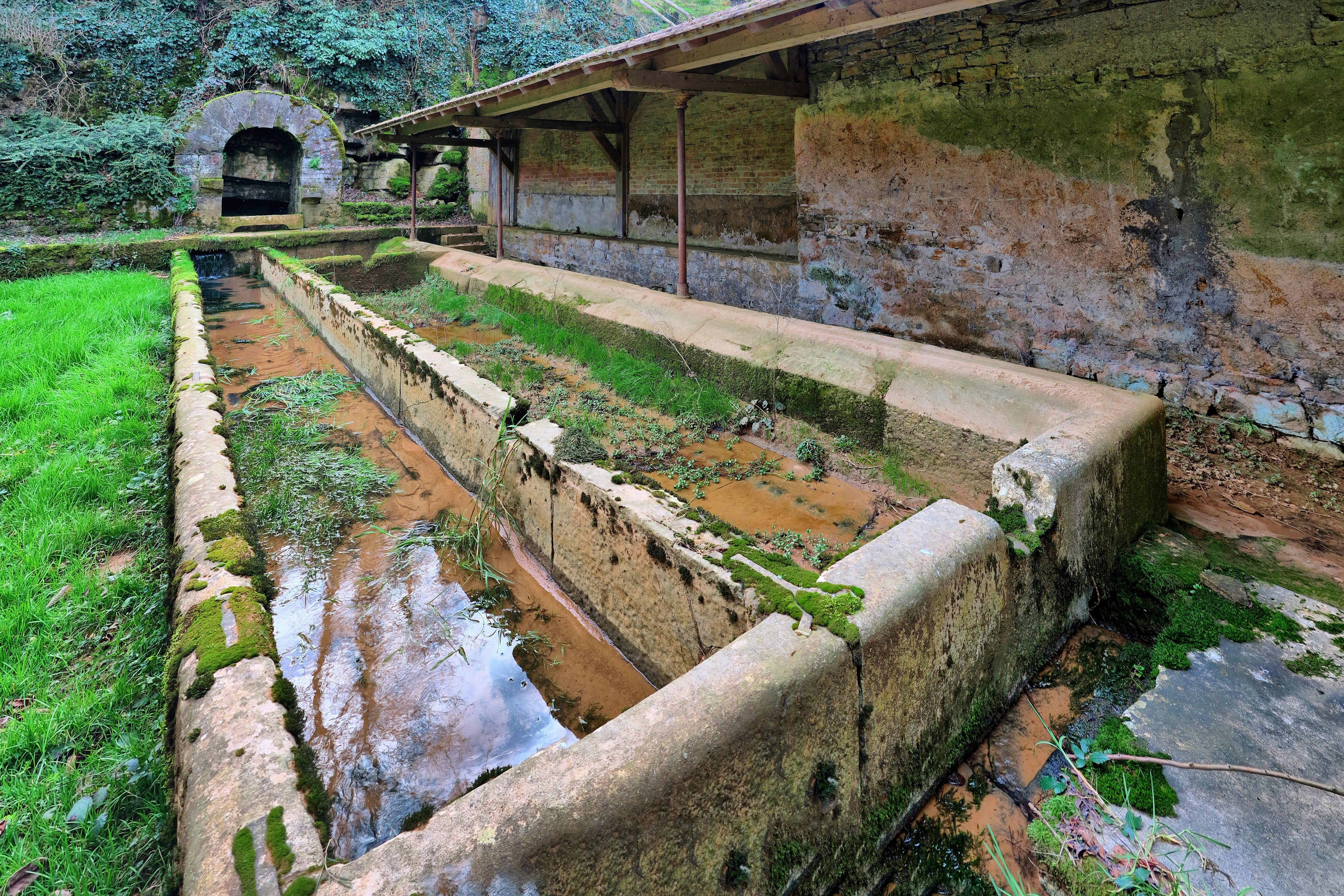
La fontaine-lavoir de Cottier.